# Токсафен
Токсафен (полихлоркамфен, хлорфен, октафен) — инсектицид, производившийся и применявшийся 1960-х годов, в основном в США. Полностью запрещен к производству в 2010 году.
Токсафен получали в результате реакции камфена и хлора. В составе токсафена были найдены более 670 хлорорганических соединений, преимущественно полихлорированные борнаны, борнены и камфены. 
Взаимодействия камфена и хлора происходит по двум параллельно протекающим механизмам. По одному механизму происходит реакция присоединения по двойной связи, сопровожающаяся перегруппировкой Вагнера-Меервейна (см также Камфеновые перегруппировки). Вторым механизмом является радикальное хлорирование, происходящее при освещении. 
Экологические последствия попадания токсафена в природу сопоставимы с другими пестицидами, отнесенными к стойким органическим загрязнителям. 